# Quaranjavirus
Genre
Espèces de rang inférieur
- Quaranjavirus araguariense
- Quaranjavirus chadense
- Quaranjavirus johnstonense
- Quaranjavirus quaranfilense
- Quaranjavirus tyulekense
- Quaranjavirus wellfleetense

Les quaranjavirus forment un genre de virus à ARN monocaténaire de polarité négative de la famille des Orthomyxoviridae, laquelle comprend également les différents virus de la grippe. Ce sont des virus à génome segmenté, le plus souvent à 6 segments. Le nom du genre fait référence au virus de Qaranfil, du nom d'un quartier cairote où il a été isolé, et à l'Atoll Johnston (Johnston Atoll, expliquant les lettres « ja » du nom « Quaranjavirus »). Le virus du lac Tchad est également pressenti pour rejoindre ce genre de virus.
Les quaranjavirus infectent essentiellement les arthropodes et les oiseaux. Ces virus sont transmis aux vertébrés par des tiques, à l'instar des thogotovirus. Le virus de Qaranfil est, en 2015, le seul du genre dont on a montré qu'il est également susceptible d'infecter des humains.

## Génétique et structure
Il s'agit de virus enveloppés pléomorphes, généralement sphériques ou ovoïdes mais pouvant adopter des formes variées, dont les particules ont un diamètre compris entre 80  et   120 nm. Les virions contiennent une dizaine de granules évoquant des ribosomes et qui les font ressembler à des arénavirus.
Ces virus contiennent généralement six segments d'ARN monocaténaire de sens négatif ayant chacun une longueur de 0,9 à 2,4 kilobases et au total une longueur de 11,5 kilobases. Le virus de la baie de Wellfleet contient un septième segment de 519 nucléotides. Chacun de ces segments exprime une protéine. L'ARN polymérase ARN-dépendante est codée par les trois segments les plus longs, notés PA, PB1 et PB2, comme pour les autres orthomyxovirus. Le 5e segment code une glycoprotéine d'enveloppe, tandis que les 4e et 6e segments codent des protéines dont la fonction est inconnue, bien qu'on ait proposé de les associer respectivement aux nucléoprotéines et aux protéines de matrice. La glycoprotéine des quaranjavirus n'est aucunement apparentée aux glycoprotéines des virus de la grippe (hémagglutinine, neuraminidase, glycoprotéine HEF), mais présente au contraire des analogies avec la glycoprotéine gp64 des Baculoviridae, qui infecte les insectes, et des thogotovirus, transmis par les tiques.
Le cycle de réplication du virus de Qaranfil dure environ 24 à 36 heures, ce qui est comparable à celui des Thogotovirus et plus long que celui des virus de la grippe.

## Hôtes et maladie
Les hôtes des virus du genre Quaranjavirus se trouvent à la fois parmi les arthropodes et les vertébrés. Les principaux arthropodes infectés sont des tiques molles de la famille des Argasidae. La plupart sont incapables d'infecter, au laboratoire, des lignées cellulaires de moustiques. Plusieurs espèces nouvelles du genre Quaranjavirus ont été proposées en 2015 à partir de séquences d'ARN obtenues chez des moustiques, des mouches, d'autres insectes et l'araignée Neoscona.
Les oiseaux aquatiques qui nichent en colonies sont les hôtes vertébrés les plus courants, notamment les fous, les sternes et les hérons. Les virus de la rivière Cygnet et de la baie de Wellfleet ont été associés à une maladie souvent fatale chez des espèces de canards sauvages ou en élevage, avec des symptômes tels que diarrhées et léthargie,. La plupart des virus testés du genre Quaranjavirus sont capables d'infecter des souris en laboratoire ; ils provoquent des maladies sévères qui sont souvent fatales,.
Le virus de Qaranfil est le seul du genre pour lequel on a montré qu'il peut infecter des humains. Ces infections s'avèrent la plupart du temps asymptomatiques et ont parfois été associées à une fièvre modérée.